# Temporada 1986 de Fórmula 2 Codasur
La temporada 1986 de Fórmula 2 Codasur fue la cuarta temporada de este campeonato y última con dicha denominación, ya que al año siguiente la categoría pasó a denominarse Fórmula 3 Sudamericana.

## Calendario
| Fecha | Carrera | Autódromo     | Piloto ganador      | Coche ganador           |
| ----- | ------- | ------------- | ------------------- | ----------------------- |
| 30/03 | 1       | Florianópolis | Miguel Ángel Guerra | Berta Renault           |
| 20/04 | 2       | Tarumã        | Leonel Friedrich    | Berta Volkswagen Passat |
| 18/05 | 3       | Salta         | Guillermo Maldonado | Berta Volkswagen        |
| 25/05 | 4       | Rafaela       | Guillermo Kissling  | Berta Renault           |
| 06/07 | 5       | Puerto Iguazú | Guillermo Maldonado | Berta Volkswagen        |
| 03/08 | 6       | San Pablo     | Guillermo Kissling  | Berta Renault           |
| 31/08 | 7       | Tocancipá     | Guillermo Kissling  | Berta Renault           |
| 28/09 | 8       | Buenos Aires  | Miguel Ángel Guerra | Berta Renault           |
| 09/11 | NP*     | Cascavel      | Guillermo Maldonado | Berta Volkswagen        |
| 14/12 | 9       | Colonia       | Néstor Gurini       | Berta Volkswagen        |
| 21/12 | 10      | Mar del Plata | Guillermo Maldonado | Berta Volkswagen        |

## Pilotos
| N° | Piloto                     | Automóvil                    | Patrocinador                                            |
| -- | -------------------------- | ---------------------------- | ------------------------------------------------------- |
| 1  | Guillermo Maldonado        | Berta Mk 3 Volkswagen 1500   | Cigarrillos 43/70 - Acrilalba                           |
| 2  | Josué de Mello Pimenta     | Berta Mk 3 Volkswagen Gacel  | Dimep - Mobil - Octoplan - Giustino                     |
| 3  | Leonel Friedrich           | Berta Mk 3 Volkswagen Passat | Ipiranga GP Super                                       |
| 5  | Alberto Carmelo Scarazzini | Berta Mk 3 Volkswagen 1500   | John Player Special                                     |
| 6  | Guillermo Kissling         | Berta Mk 3 Renault 18        | John Player Special                                     |
| 7  | Cezar Pegoraro             | Berta Mk 3 Volkswagen Passat | Pierre Alexander - Grendene                             |
| 8  | Pedro Bartelle Grandene    | Muffatão Volkswagen Passat   | Pierre Alexander - Grendene                             |
| 11 | Osvaldo Scheer             | Berta Mk 3 Volkswagen Passat | Chapecó                                                 |
| 12 | Francisco Feoli            | Muffatão Volkswagen Passat   | Kodak - Gradiente                                       |
| 14 | Gustavo Ruben Sommi        | Berta Mk 3 Renault 18        | UFO - Zanon - Prestolite                                |
| 15 | Miguel Ángel Guerra        | Berta Mk 3 Renault 18        | UFO - Poxipol - Federal Mogul                           |
| 16 | Marcos Troncón             | Heve Volkswagen Passat       | Agip                                                    |
| 18 | Lucio D´Andrea             | Berta Mk 3 Renault 18        | Lotería de Salta - Cerámica del Norte s.a.              |
| 19 | Rafael Antonio Verna       | Berta Mk 3 Renault 18        | Loma Negra - Calera El Fenómeno                         |
| 20 | Pedro Muffato              | Muffatão Volkswagen Passat   | Vera Cruz Seguradora - Café Presidente - TV Tarobá      |
| 23 | Giovanni Sesana            | Berta Mk 3 Renault 18        | Denim                                                   |
| 20 | Darcio Dos Santos          | Muffatão Volkswagen Passat   |                                                         |
| 30 | Fernando Javier Croceri    | Berta Mk 3 Volkswagen 1500   | Maderera Córdoba - Fides Seguros - Noblex - Ricale      |
| 31 | Nestor Gurini              | Berta Mk 3 Volkswagen 1500   | Cigarrillos 43/70 - Acrilalba                           |
| 34 | Juan Carlos Giacchino      | Berta Mk 3 Renault 18        | Wynn´s                                                  |
| 35 | Ricardo Risatti            | Berta Mk 3 Renault 18        | Cemento Comodoro                                        |
| 36 | José Valentín Bianchi      | Ralt RT-1 Renault 18         | RAC Escuela de Pilotos                                  |
| 45 | Carlos Günther Feversani   | Berta Mk 3 Renault 18        | Visite Misiones - Cataratas de Iguazú                   |
| 54 | Enrique Benamo             | Berta Mk 3 Renault 18        | Orient                                                  |
| 59 | Humberto Dana (h)          | Berta Mk 3 Volkswagen 1500   |                                                         |
| 60 | Victor Romagnoli           | Berta Mk 3 Renault 18        | Iguapé - Guarai - Del Fabro                             |
| 68 | Luis Pescador              | Berta Mk 3 Volkswagen 1500   | Vinos Los Parrales - Baterías Zarate - Mecánica Salteña |
| 69 | Juan Cochesa               | Dallara Alfa Romeo           | Cimani - Rines                                          |
| 70 | Jorge Cortes               | Berta Mk 3 Renault 18        | Avianca                                                 |
| 72 | Juan María Traverso        | Berta Mk 3 Renault 18        | Vigía                                                   |

(N°4)Darcio Dos Santos  Muffatao Volkswagen Passat,(Nº8)Pedro Bartelle Grandene  Berta Volkswagen Passat,(N°11)Daniel Horacio Cingolani  Berta Volkswagen 1500,(N°17)José Carlos Romano Heve Volkswagen Passat, (N°23)Aroldo Bauermann  Berta Renault 18, (N°23)Enrique Benamo Berta Renault 18,(N°25)Darcio Dos Santos  Muffatao Volkswagen Passat, (N°36)José Valentín Bianchi  Ralt RT1 Renault 18, (N°41)Claudio Gonzáles  Heve Volkswagen Passat,(N°58)Hugo Mazzini  Berta Volkswagen,(N°58)Rafael Antonio Verna  Berta Volkswagen 1500,(N°58)Rafael Antonio Verna  Berta Renault 18, (N°61)José Luis Di Palma  Berta Renault 18 y (N°71)René Osvaldo Zanatta  Berta Renault 18.

## Campeonato de Pilotos
| Pos.    | Equipo                | Puntos |
| ------- | --------------------- | ------ |
| 1       | Guillermo Maldonado   | 58     |
| 2       | Guillermo Kissling    | 45     |
| 3       | Miguel Ángel Guerra   | 36     |
| 4       | Alberto Scarazzini    | 25     |
| 5       | Néstor Gurini         | 16     |
| 6       | Leonel Friedrich      | 12     |
| 7       | Juan Carlos Giacchino | 11     |
| 8       | Gustavo Sommi         | 10     |
| 9       | Fernando Croceri      | 7      |
| 10      | Enrique Benamo        | 5      |
| 11      | Ricardo Risatti II    | 5      |
| 12      | Josué de Melo Pimenta | 5      |
| 13      | Rafael Antonio Verna  | 4      |
| 14      | Lucio D'Andrea        | 4      |
| 15      | Cezar Pegoraro        | 3      |
| 16      | Victor Romagnoli      | 3      |
| 17      | Carlos Anibal Günther | 1      |
| NC      | José Valentín Bianchi | 0      |
| NC      | Pedro Bartelle        | 0      |
| NC      | Daniel Cingolani      | 0      |
| NC      | Juan Cochesa          | 0      |
| NC      | Jorge Cortés          | 0      |
| NC      | Humberto Dana         | 0      |
| NC      | Darcio dos Santos     | 0      |
| NC      | Francisco Feoli       | 0      |
| NC      | Pedro Muffato         | 0      |
| NC      | Oswaldo Scheer Filho  | 0      |
| NC      | Sergio Sesana         | 0      |
| NC      | Juan María Traverso   | 0      |
| NC      | Marcos Troncon        | 0      |
| Fuente: |                       |        |